# Bitwa o Bajt Hanun
Bitwa o Bajt Hanun została stoczona pomiędzy Siłami Obronnymi Izraela a armią egipską o wioskę Bajt Hanun (obecnie na terytorium Strefy Gazy) podczas I wojny izraelsko-arabskiej w dniach 15-22 października 1948. Bitwa stanowiła część operacji Jo’aw i zakończyła się strategicznym zwycięstwem Izraelczyków.

## Tło wydarzeń
W maju 1948 w Palestynie rozpoczęła się I wojna izraelsko-arabska, która była kontynuacją wojny domowej w Mandacie Palestyny (1947–1948). W przeciwieństwie do wojny domowej, była to typowa wojna o charakterze konwencjonalnym, w którym zaangażowało się szereg państw arabskich. Na froncie południowym, część pustyni Negew, pas wybrzeża i większą część Judei zajęły wojska egipskie. Na Negewie w całkowitej izolacji pozostała żydowska enklawa. Dla izraelskiego dowództwa na froncie południowym priorytetem stało się dostarczenie zaopatrzenia dla tych osiedli, których utrzymanie było strategicznym interesem Izraela. W tym celu przeprowadzono szereg nieudanych operacji wojskowych: operacja An-Far (9-15 lipca) i operacja Mawet la-polesz (16-18 lipca). W dniu 18 lipca rozpoczął się drugi rozejm. W okresie tym przeprowadzono operację GJS 1 (27 lipca) i operację GJS 2 (30 lipca - 2 sierpnia). Zakończyły się one niepowodzeniem i nie udało się otworzyć korytarza komunikacyjnego. Podjęto wówczas decyzję o dostarczeniu zaopatrzenia drogą powietrzną i przeprowadzono operację Awak (23 sierpnia - 21 października).
Na posiedzeniu rządu 6 października, zatwierdzono plan operacji Dziesięć Plag, której nazwa nawiązywała do biblijnych dziesięciu plag, którymi Bóg ukarał Egipcjan, zmuszając ich do wypuszczenia z niewoli Izraelczyków. Nazwę zmieniono jednak na operację Jo’aw, na cześć Jicchaka Dubno (pseudonim „Jo’aw”), który zginął 21 maja 1948 dowodząc obroną kibucu Negba. Plan przewidywał przeprowadzenie jednoczesnych ataków na egipskie linie obronne od północy i południa, w celu przejęcia kontroli nad strategiczną drogą wzdłuż wiosek Kaukaba, Hulajkat i Burajr. Umożliwiłoby to dostarczenie zaopatrzenia drogą lądową do żydowskich osiedli na pustyni Negew. Równocześnie przecięto by egipską linię komunikacyjną łączącą wybrzeże ze zgrupowaniem wojsk w rejonie Irak Suwajdan, al-Faludża i Irak al-Manszija. Aby uniemożliwić Egipcjanom podciągnięcie posiłków, zamierzano wbić klin przecinający egipskie linie komunikacyjne w rejonie wioski Bajt Hanun, na północny wschód od Gazy. Przebiegała tędy nadmorska linia kolejowa oraz ważna strategicznie droga. Siły izraelskie miały następnie kontynuować natarcia w kierunku na Strefę Gazy i Beer Szewę, dążąc do przejęcia kontroli nad całą pustynią Negew. Plan przewidywał, że marynarka i lotnictwo będą prowadzić szeroko zakrojone działania, aby wesprzeć w ten sposób ofensywę lądową.

## Przebieg bitwy
W nocy z 15 na 16 października z kibucu Nir Am wyruszył 3 Batalion Brygady Jiftach wspierany przez dwie kompanie 8 Batalionu Brygady Negew i artylerię - jedna bateria dział kaliber 75 mm, dwa działa kaliber 65 mm i moździerze. W rezerwie operacyjnej pozostawał wzmocniony batalion piechoty.
Siły te rozpoczęły natarcie od zachodu na arabską wioskę Bajt Hanun, starając się wbić klinem w egipskie pozycje obronne i przeciąć biegnącą wzdłuż wybrzeża drogę, pełniącą funkcję najważniejszego szlaku zaopatrzenia wojsk egipskich. W pierwszą noc bitwy Izraelczycy zbliżyli się na odległość 600 metrów na wschód od wioski Bajt Hanun, zajmując osiem okolicznych wzgórz. Dowództwo zajęło Wzgórze 113.9 na północ od kibucu Nir Am. Pozostałe zajęte wzgórza to: 81.2, 75.6, 79.6, 78.7, 84.4, 80.1 i 110.7. Jednocześnie małe izraelskie jednostki sabotażowe przeniknęły na tyły wojsk egipskich i m.in. wysadziły linię kolejową z Rafah do al-Arisz oraz mosty drogowe pomiędzy Rafah a Chan Junus. W rejonie Bajt Hanun wysadzono mosty drogowe w wadi al-Halib i wadi al-Hesi. Jeszcze tej samej nocy Egipcjanie próbowali kontratakować na najdalej wysunięte na północ Wzgórze 81.2, zostali jednak odparci. Natomiast egipskie pojazdy opancerzone p[odjęły próbę wzmocnienia od południa sił broniących wioskę Bajt Hanun, znalazły się jednak pod ostrzałem izraelskiej artylerii i wycofały się.
16 października Izraelczycy podjęli nieudaną próbę zajęcia pobliskiej wioski Dimra. Równocześnie egipska artyleria i lotnictwo zadały duże straty izraelskim siłom w rejonie Bajt Hanun, ponieważ nie zdążyli oni jeszcze wybudować odpowiednich fortyfikacji, który byłyby odporne na bombardowania.
17 października Egipcjanie zajęli Wzgórze 60.3 położone na północ od Wzgórza 81.2. Pozycję tę wykorzystali do prowadzenia skutecznego ostrzału artyleryjskiego i chronienia zbliżającego się od południa dużego konwoju samochodów ciężarowych jadących z posiłkami. Izraelscy żołnierze z Brygady Jiftach usiłowali powstrzymać konwój, jednak większość pojazdów zdołała uniknąć ognia karabinów, docierając w rejon walk prowadzonych bardziej na północ. W nocy z 17 na 18 października Izraelczycy zajęli Wzgórze 81 położone bliżej drogi, mając nadzieję, że w ten sposób powstrzymają następne konwoje.
18 października Egipcjanie skoncentrowali swoje kontrataki na Wzgórza 75.6 i 81 usiłując w ten sposób przywrócić normalną komunikację i zapewnić swobodę dostaw zaopatrzenia. Następnego dnia Egipcjanie przeprowadzili ewakuację swojego sztabu z al-Majdal. Wszystkie pojazdy przejeżdżały przez rejon Bajt Hanun pod ochroną zasłony dymnej i ciężkiego ostrzału artyleryjskiego okolicznych wzgórz. Izraelczycy widząc, że ich klin nie spełnia swojej roli, przesunęli swoje pozycje dalej na zachód. W nocy z 19 na 20 października zajęli Wzgórze 60.3, a następnej nocy Wzgórza 57 i 70, z których roztaczał się widok na Bajt Hanun.
W dniu 21 października Egipcjanie wybudowali na zachód od wioski Bajt Hanun alternatywną drogę, która omijała pozycje żydowskie. Budowa drogi wymagała dużo pracy inżynieryjnej, gdyż na piaszczystych wydmach ułożono konstrukcję z drewnianych desek wzmocnionych metalową siatką. Po takiej prowizorycznej drodze mogły przejeżdżać samochody ciężarowe i pojazdy pancerne. Izraelczycy usiłowali przerwać tę drogę i zajęli położoną bardziej na północ wioskę Dajr Sunajd, Egipcjanie utrzymali jednak drogę przejezdną. 22 października nastąpiło zakończenie walk.

## Reakcje i następstwa
Bitwa o utworzenie klina w Bajt Hanun zakończyła się strategicznym zwycięstwem Izraelczyków. Nie udało się co prawda rozdzielić egipskie wojska na wybrzeżu, i sztab został ewakuowany z al-Majdal na południe, jednak Egipcjanie spostrzegali sytuację jako bardzo poważną i zaangażowali tutaj znaczne siły. Bitwa o Bajt Hanun uniemożliwiła swobodne poruszanie się egipskich wojsk. Wstrzymanie posiłków ułatwiło przeprowadzenie innych działań operacji Jo’aw i okazało się decydujące dla losów całej operacji.
Izraelczycy opuścili rejon Bajt Hanun dopiero na początku 1949, po podpisaniu porozumienia o zawieszenie broni między Izraelem a Egiptem.